# Friedrich Magnus (Erbach)

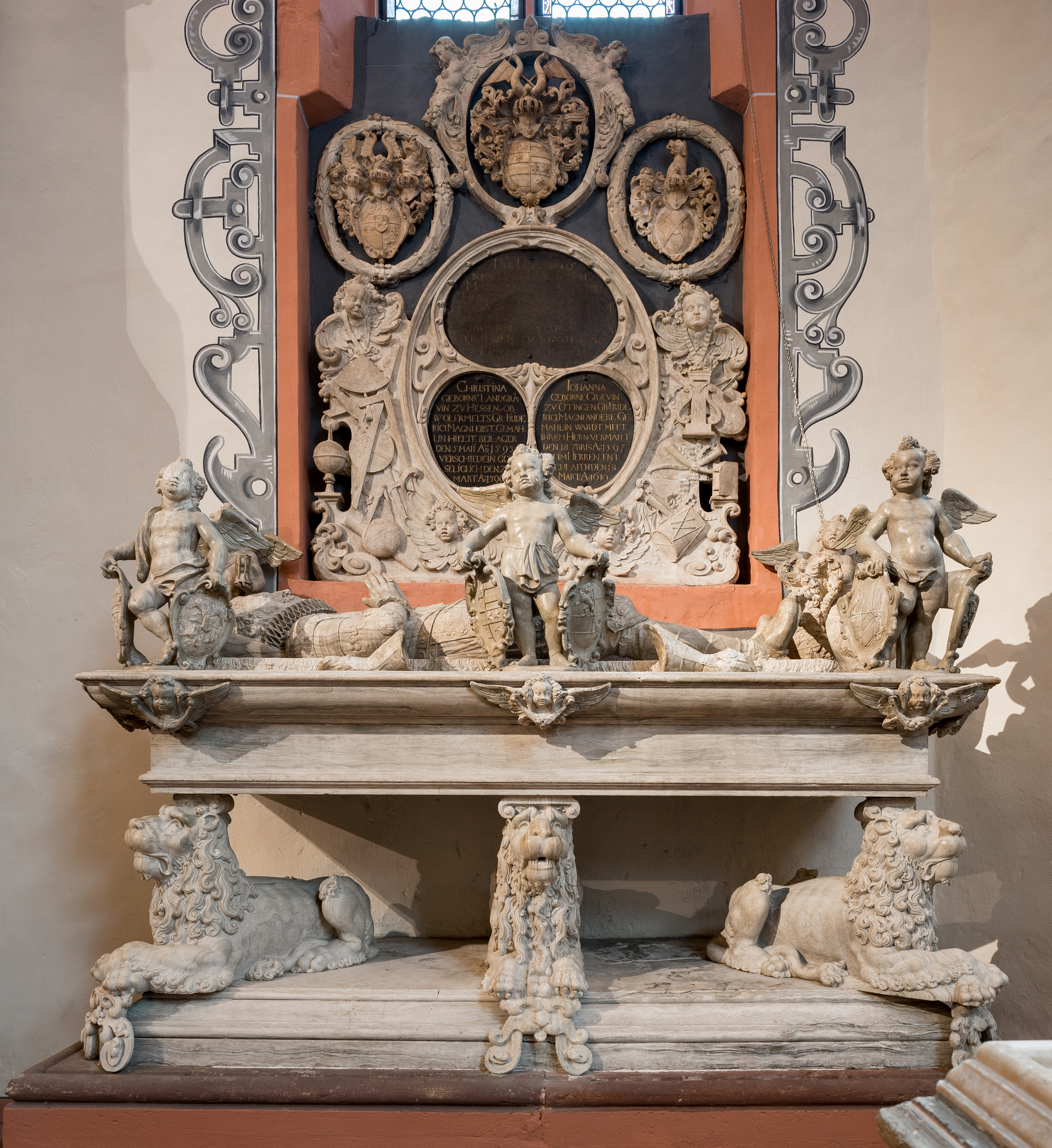
Epitaph des Friedrich Magnus von Erbach

Friedrich Magnus zu Erbach (* 18. April 1575 in Erbach; † 26. März 1618 in Reichenberg) war regierender Graf von Erbach sowie Herr von Fürstenau und Reichenberg.

## Herkunft
Seine Eltern waren Graf Georg III. zu Erbach (1548–1605) und dessen zweiter Ehefrau der Gräfin Anna von Solms-Laubach (* 11. April 1557 in Laubach; † 8. Dezember 1586).

## Leben
Als der Vater 1605 starb, kamen die vier überlebenden Söhne überein, die Grafschaft zu teilen, aber zunächst die Schulden zu bezahlen. Bis zum Abbau der Schulden sollten zunächst nur die Schlösser verteilt werden. Es ergab sich folgende Aufteilung:
- Friedrich Magnus (1575–1618) erbte Fürstenau und Reichenberg
- Johann Kasimir (1584–1627) Breuberg und Wildenstein
- Ludwig I. (1579–1643) erbte Teile von Erbach und Freienstein
- Georg Albrecht I. (1597–1647) erbte Schönberg und Seeheim

Der älteste Bruder sollte die Grafschaft bis zur Schuldentilgung verwalten.
Während seiner Regentschaft reformierte er die Polizei und Justiz, war aber auch ein Förderer von Wissenschaft und Künsten. Allerdings hatte er immer eine schlechte Gesundheit und starb bereits 1618 in Reichenberg.

## Familie
Friedrich Magnus heiratete am 5. Mai 1595 in Darmstadt die Landgräfin Christine von Hessen-Darmstadt (* 25. November 1578; † 26. März 1596). Nach dem frühen Tod seiner ersten Frau heiratete er am 18. September 1597 in Heidenheim die Gräfin Johanna Henriette von Oettingen-Oettingen (* 28. August 1578; † 18. März 1619). War die erste Ehe kinderlos, so hatte er aus der zweiten Ehe drei Söhne und zwei Töchter, von denen aber vier jung starben. Es überlebt eine Tochter:
- Anna Maria (* 5. Juli 1603; † 5. März 1663) ⚭ 1620 Graf Johann Georg II. zu Solms-Baruth in Wildenfels (* 29. November 1591; † 4. Februar 1632)